# Adolf Neumann-Hofer
Pour les articles homonymes, voir Neumann.
Adolf Neumann-Hofer (né le 18 février 1867 à Lappienen (de), arrondissement de Niederung et mort le 20 mai 1925 à Detmold) est un éditeur de journaux et homme politique allemand.

## Biographie
Il est le descendant d'émigrants de Salzbourg. Pendant ses années d'école à Tilsit, il déménage à Berlin pour vivre avec son frère. Il y réussit l'examen de fin d'étudeset commence ses études, qu'il achève plus tard à l'Université de Tübingen avec un doctorat en sciences politiques sur les opérations de dépôt et les banques de dépôt. Il travaille ensuite à la Deutsche Bank à Berlin avant de s'installer comme journaliste indépendant et écrivain spécialisé.
Une coïncidence l'amène dans la principauté de Lippe. De passage, il rend visite à son ancien condisciple Alfons Stengele, qui a récemment repris la direction de la Lippische Landes-Zeitung. Comme Stengele voulait l'abandonner, Neumann-Hofer reprend sans plus attendre le journal et la Meyerschen Hofbuchdruckerei en 1899 et s'installe à Detmold en octobre 1899. Neumann-Hofer devient rapidement politiquement actif et défend la ligne Biesterfeld dans des articles du journal régional pendant la controverse sur la succession de Lippe, qui suscite l'intérêt dans tout l'empire. Le Lippische Landes-Zeitung (de), fondé en 1767, est non seulement le plus ancien, mais aussi le quotidien le plus diffusé dans la principauté. En 1913, le prince Léopold IV décerne à Neumann-Hofer le titre honorifique de professeur pour ses services et publications dans le domaine de l'économie.
Adolf Neumann-Hofer décède des suites d'un accident de la circulation à Detmold le 20 mai 1925, quatre jours après la mort accidentelle de sa femme.
Neumann-Hofer a quatre frères qui vivent également temporairement à Detmold et le soutiennent dans la maison d'édition de journaux et la Meyerschen Hofbuchdruckerei : l'écrivain et metteur en scène Otto Neumann-Hofer (de) (né en 1857), l'éditeur Robert Neumann-Hofer (né en 1862) - tous deux sont également libéraux de gauche - Emil Neumann-Hofer (né en 1868) et Fritz Neumann-Hofer (né en 1871). Il n'aura pas pu exercer ses nombreuses fonctions sans le soutien temporaire de ses quatre frères. En plus de ses activités éditoriales et politiques, Adolf Neumann-Hofer occupe progressivement 40 mandats de conseil de surveillance. À partir de 1910, il est président du conseil de surveillance de Sinalco AG et à partir de 1919, le principal actionnaire de cette société par actions.
Neumann-Hofer est marié à Jenny dans son premier mariage et à Anna Netty Jaretzki dans son second mariage.

## Carrière politique
Adolf Neumann-Hofer est un libéral de gauche et s'implique immédiatement dans le paysage politique de Lippe. Dans la controverse sur la succession de Lippe de 1895 à 1905, il représente la ligne des libéraux et fait campagne pour les Biesterfeld. Avec Neumann-Hofer, le conflit, déjà résolu dans tout l'empire, s'installe tardivement dans la Lippische Freisinn. L'éditeur est membre de l'Union radicale.
Neumann-Hofer se considère comme un « social-libéral » et fonde le Parti populaire libéral de Lippe à Detmold en 1901. À cette époque, le natif de Prusse-Orientale entre au parlement de Lippe (de) en raison d'une contestation électorale. Il conserve ce mandat lors des élections suivantes et reste membre du parlement de l'État jusqu'en janvier 1925 . En 1910, après la fusion des partis libéraux à Lippe, le parti est rebaptisé Parti populaire progressiste de Lippe.
En 1907 et 1912, il est élu député du Reichstag avec l'Union radicale ou le Parti populaire progressiste. 1919, il est membre de l'Assemblée nationale de Weimar pour le Parti démocrate allemand.

### Confrontation avec les nationalistes de droite
Adolf Neumann-Hofer utilise habilement l'influence de son Lippische Landes-Zeitung. Sous sa direction, les libéraux sont devenus un parti moderne et puissant à Lippe. Avec un grand engagement, il s'efforce de repousser à la fois l'influence du Parti conservateur et de ses organisations environnantes telles que la Fédération des agriculteurs ou le Parti chrétien-social antisémite, actif à Lippe depuis 1911. Il n'est pas opposé à une coopération étendue avec les sociaux-démocrates, préconise des positions modernes telles que l'abolition du suffrage à trois classes et préconise une monarchie parlementaire avec de plus grands pouvoirs du Reichstag.
Neumann-Hofer œuvre également contre la politique expansionniste et extrêmement nationaliste des cibles de guerre des pangermanistes et d'organisations telles que le Comité indépendant pour une paix allemande ou le Parti de la patrie allemande.

### Révolution et République de Weimar
Adolf Neumann-Hofer est un membre dirigeant du Conseil du peuple et des soldats formé à Lippe en novembre 1918. À ce titre, il doit négocier avec le prince Léopold IV de Lippe. Ce dernier abdique le 12 novembre 1918. Même pendant la République de Weimar, Neumann-Hofer est la figure de proue et la figure de proue des libéraux de Lippe, qui fonctionnent désormais comme l'association régionale du Parti démocrate allemand, le DDP. De 1919 à 1925, il est l'un des trois membres du Présidium de l'État de Lippe (gouvernement de l'État).
Sa lutte contre la menace antidémocratique de la droite, principalement le DNVP et la Deutschvölkische, se poursuit. Neumann-Hofer est membre honoraire de la Reichsbanner Schwarz-Rot-Gold et comprend très tôt les menaces auxquelles la jeune république est confrontée. Le membre du parlement de l'État et le présidium de l'État de Lippe, composé de trois personnes, sont exposés à une hostilité massive en 1919 lorsque le prédicateur et enseignant juif Moritz Rülf (de) est nommé enseignant à l'école pour garçons de Detmold. Les campagnes nationales allemandes ont déterminé la vie politique quotidienne de la ville pendant plusieurs mois. Les membres du Deutschvölkischer Schutz- und Trutzbund nouvellement fondé et le national allemand Lippische Tageszeitung (de) font le front et l'ambiance contre la république et en particulier contre les Juifs.
Neumann-Hofer lutte contre cette hostilité par le biais du journal d'État et des tribunaux. Lors des campagnes électorales d'État de 1921 et 1925, ses adversaires l'attaquent violemment dans des brochures et des discours électoraux. En 1921, il peut conserver son mandat - malgré la perte croissante d'importance de son parti, le DDP ; En 1925, il ne se présente pas aux élections.

## Travaux
- Die Entwicklung der Sozialdemokratie bei den Wahlen zum Deutschen Reichstage. Berlin 1894
- Depositengeschäfte und Depositenbanken. Theorie des Depositenbankwesens. Leipzig 1894
- Die sozial-liberale Bewegung in Lippe. Artikel in der Lippischen Landeszeitung vom 18. August 1903
- Einführung in die Volkswirtschaftslehre. Leipzig o. J. (ca. 1906)
- Ein zeitgemäßes Wort zur Landtagswahlreform im Jahre 1907. Detmold 1907
- Die volkswirtschaftliche Produktion. Leipzig o. J. (ca. 1908)
- Konservative im Wahlkampf! Ein Nachwort zur Landtagswahl im 6. Wahlkreise. Detmold 1913